# 加茂儀一
加茂 儀一（かも ぎいち、1899年11月6日 - 1977年11月7日）は、日本の科学史学者。

## 人物
兵庫県神戸市生まれ。兵庫県立神戸第一中学校から神戸高等商業学校（現神戸大学）入学。1921年に東京商科大学（現一橋大学）へ転学し、1924年に卒業。三井物産に就職。中央気象台では気象技術官養成所教授として英語を教える。
戦後東京工業大学教授、東京社会科学研究所理事長。1957年に小樽商科大学学長に就任し、1965年まで務める。
1966年に関東学院大学教授へ転じる。その間日本科学史学会会長（1964年1月 - 1970年5月）を務めた。
1977年11月7日、関東学院大学教授在職のまま死去。78歳没。

## 親族
長男加茂義行は元富士電気化学勤務。三男加茂大造は現代経営学を日本に普及させた財団法人日本マネジメントスクール代表。四男加茂雄三はラテンアメリカ政治史研究・国際政治学者で、青山学院大学名誉教授。

## 著書
- 『家畜文化史』（改造社） 1937年
- 『世界文化史』（三笠書房、三笠全書） 1938年
- 『技術発達史』（商工行政社、技術文化大系） 1943年
- 『ルネサンスとヒューマニズム』（日本評論社、新文化叢書） 1949年
- 『ダ・ヴィンチ』（弘文堂、科学史をつくる人々） 1950年
- 『人類文化発達史』（三省堂出版、社会科文庫） 1950年
- 「世界文化史」全5巻（新評論社） 1955年
  1. 『生命の起原から中世の終りまで』
  2. 『ルネサンスから啓蒙主義時代まで』
  3. 『フランス革命から産業革命まで』
  4. 『産業革命以後第一次世界大戦まで』
  5. 『第一次世界大戦から第二次世界大戦まで』
- 『レオナルド・ダ・ビンチ』（講談社、講談社の絵本） 1955年
- 『食物の社会史』（角川書店、角川新書） 1957年
- 『たべもののおこり』（青葉書房、学級図書館） 1957年
- 『蒸気機関のおいたち』（青葉書房、学級図書館） 1958年
- 『世界の文化と人類の進歩』（三十書房、私たちの社会科教室） 1958年
- 『榎本武揚 明治日本の隠れたる礎石』（中央公論社） 1960年。中公文庫 1988年
- 『世界の文化と人類の進歩』（三十書房、私たちの社会科教室） 1963年
- 『モナ・リザの秘密 ダ・ヴィンチの人間像』（日本経済新聞社、日経新書） 1967年
- 『日本畜産史 食肉・乳酪篇』（法政大学出版局） 1976年
- 『騎行・車行の歴史』（法政大学出版局） 1980年11月
- 『レオナルド・ダ・ヴィンチ伝 自然探究と創造の生涯』（小学館） 1984年4月

## 共編著
- 『近代思想講座』（堀真琴・樺俊雄共編、六和商事出版部） 1948年
- 『人間の歴史』（中山書店、人間の科学4） 1955年
- 『技術の歴史』（毎日新聞社 毎日ライブラリー） 1956年
- 『世界文化史年表』（三省堂出版） 1956年
- 『榎本武揚 資料』（新人物往来社） 1969年

## 翻訳
- 『社会学の根本問題』（リップス、岩波書店、哲学論叢） 1929年
- 『家畜系統史』（コンラット・ケルレル、岩波文庫） 1935年、復刊 1990年ほか
- 『人間と技術 生の哲学に対する一寄与』（シュペングラー、三笠書房、現代思想全書） 1938年
- 『栽培植物の起原』（ドゥ・カンドル、改造社） 1941年。岩波文庫（上中下） 1953-58年、復刊1977・1991年ほか
  - （原書: de Candolle, Alph. (1883). Origine des plantes cultivées. Paris: Librairie Germer Baillière et Cie）
- 『レオナルド・ダ・ヴィンチ』（アドルフ・ローゼンベルグ、冨山房） 1941年
- 『レオナルド・ダ・ヴィンチの科学』（アイヴァー・ハート、創元社、創元科学叢書） 1942年
- 『ルネッサンス』上（ゴビノー、みすず書房） 1948年
  - 『ルネッサンス』上・下（ゴビノー、角川文庫） 1953年
- 『タバコ』（オーギュスト・シュヴァリエ、フランク・エマニュエル、白水社、文庫クセジュ） 1952年
- 『技術の歴史』（ピエール・デュカセ、白水社、文庫クセジュ） 1952年
- 『動物社会の歴史 文明と文化におよぼすその影響』（リヒアルト・レヴィンゾーン、小宮山量平共訳、理論社） 1957年
- 『船舶の歴史』（クールトラント・カンビー、恒文社、図説=科学の歴史3） 1965年
- 『武器の歴史』（クールトラント・カンビー、恒文社、図説=科学の歴史4） 1965年
- 『レオナルド・ダ・ヴィンチ 芸術家としての彼の発展の物語』（ケネス・クラーク、法政大学出版局、叢書・ウニベルシタス） 1974年

## 参考資料
- 故加茂儀一教授略歴・著書・訳書目録「故加茂儀一教授追悼号　経済系」1978年3月
- 加茂儀一先生略歴及び主要著・訳書　道家達将編　石山洋補 「科学史研究 [第2期] / 日本科学史学会編」17(125)1978-03